# Гарфилд (Канзас)
Гарфилд (енгл. Garfield) град је у америчкој савезној држави Канзас.

## Демографија
По попису из 2010. године број становника је 190, што је 8 (-4,0%) становника мање него 2000. године.
| Група             | 2000.       | 2010.       |
| Белци             | 194 (98,0%) | 163 (85,8%) |
| Афроамериканци    | 1 (0,5%)    | 0 (0,0%)    |
| Азијати           | 0 (0,0%)    | 0 (0,0%)    |
| Хиспаноамериканци | 1 (0,5%)    | 13 (6,8%)   |
| Укупно            | 198         | 190         |